# Шахта № 13-біс
ДВАТ «Шахта № 13-біс». Входить до ВАТ ДХК «Макіїввугілля». Розташована у  Ханжонкове (Совєтський район міста Макіївка).

## Загальні дані
Фактичний видобуток 925/690 т/добу (1990/1999). У 2003 р. видобуто 89 тис.т вугілля.
Максимальна глибина 700 м (2000).
Протяжність підземних виробок 62,4/46,6 км (1991/1999).
У 1999 р. розроблялися пласти l1, l4 потужністю 0,6-1,1 м, кут падіння 5-9о.
Кількість очисних вибоїв 3/2 (1990/1999), підготовчих 4/3 (1990/1999).
Пласт l1 небезпечний щодо раптових викидів вугілля і газу,  всі пласти небезпечні щодо вибуховості вугільного пилу.
Кількість працюючих: 2348/1523 чол., в тому числі підземних 1562/1073 чол. (1990/1999).
Адреса: 86120, м. Макіївка, Донецької обл.